# سرخیو گیراردی
سرخیو گیراردی (انگلیسی: Sergio Girardi؛ زادهٔ ۲۶ مارس ۱۹۴۶) بازیکن فوتبال اهل ایتالیا است.
از باشگاه‌هایی که در آن بازی کرده‌است می‌توان به باشگاه فوتبال جنوآ، باشگاه فوتبال اینتر میلان، و باشگاه فوتبال پالرمو اشاره کرد.